# Pierre-Emmanuel
Pierre-Emmanuel est un prénom composé de Pierre et Emmanuel.

## Personnalités portant ce prénom
- Pierre-Emmanuel Barré, humoriste français.
- Pierre-Emmanuel Bourdeau, footballeur français ;
- Pierre-Emmanuel Chatiliez, illustrateur français ;
- Pierre-Emmanuel Dalcin, skieur alpin français ;
- Pierre-Emmanuel Garcia, joueur de rugby français
- Pierre-Emmanuel Prouvost d’Agostino, écrivain français ;
- Pierre-Emmanuel Taittinger, homme d'affaires français.

## Personnages de fiction
- Pierre-Emmanuel de Siorac, personnage de fiction de Fortune de France.